# Nototaxón
Nototaxón, también conocido como nothotaxón, nothotaxon, nototaxon, notoespecie o nothoespecie, es la denominación que recibe una taxón que tiene un origen híbrido, es decir, que es el resultado del cruzamiento entre dos taxones diferentes. Desde el punto de vista de la nomenclatura, si la cruza es entre dos entidades del nivel especie, la notoespecie resultante se denomina con un nombre binomial, al igual que las especies, pero lleva el signo “×” antes del epíteto específico, para denotar su origen híbrido. Ejemplos:  Helianthus × laetiflorus, Canna × generalis. No siempre ocurre que se llega a describir una notoespecie, generalmente los botánicos lo hacen cuando el híbrido es bastante común, estable y se presenta en una superficie geográfica no localizada. De lo contrario, simplemente se limiten a reportar el híbrido, denominándolo con el nombre científico de ambas especies, intercalando entre ambas el signo “×”.